# 任白戈

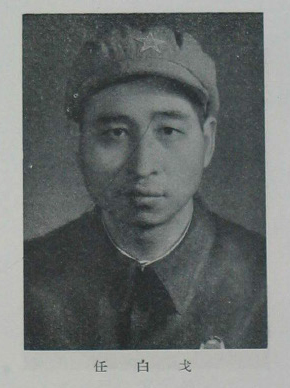
任白戈近照

任白戈（1906年—1986年），四川南充人，中华人民共和国政治人物。

## 生平
毕业于南充中学，后于1926年加入中国共产党。1927年任中国共青团地委宣传委员、中共重庆临时地委成员，参加中国左翼作家联盟。
抗日战争期间，担任延安抗日军政干部教训工作。第二次国共内战时期，担任第一野战军第18兵团政治部宣传部长。
中华人民共和国成立后，历任中共重庆市委宣传部部长、西南军政委员会文教部副部长、西南文联主任、四川省副省长、中共重庆市委第一书记、中共中央西南局书记处书记、四川省政协主席、中顾委委员。